# Цифровая дидактика
Цифровая дидактика — область педагогики, научное направление, предметом которого является организация процесса обучения в условиях цифровой трансформации образовательного процесса, перехода к цифровой экономике и сетевому обществу.

## История
Понятие «цифровая дидактика» впервые появляется в отечественных научных публикациях в конце 2010-х годов.
Термин «Цифровая дидактика» был введён с целью замены исчерпавшего себя термина «Информатизация образования», отражавшего первый этап цифровой трансформации образовательного процесса на основе использования учителями массовых общедоступных информационно-коммуникационных технологий (ИКТ), завершившегося в 2000-е годы. В контексте развития образования в Российской Федерации понятие «цифровая дидактика» находится в едином смысловом ряду с названиями национальных и федеральных программ и проектов — «Цифровая образовательная среда», «Цифровая экономика», «Кадры для цифровой экономики» и других.
В качестве возможных синонимов различными авторами предлагаются: «Е-дидактика» или «Электронная дидактика» (D’Angelo G. From Didactics to E-Didactics), «Цифровая педагогика»"Дидактика эпохи цифровых информационных технологий""Дидактика периода цифровой трансформации образования".

## Предмет цифровой дидактики
Предмет цифровой дидактики — организация деятельности обучающегося в цифровой образовательной среде.
Ключевой фактор становления цифровой дидактики — переход человеческой цивилизации к новому этапу развития — информационному обществу, представляющий собой комплекс глубинных изменений во всех сторонах жизни и деятельности человека, в том числе: развитие цифровых технологий и сетевой среды как «новой среды обитания человека»; развитие цифровой экономики и новые требования к общим и профессиональным компетенциям человека; появление и неизбежная перспектива доминирования поколения «цифровых аборигенов».
Ключевые понятия цифровой дидактики — «цифророждённые педагогические технологии» и «цифровые образовательные продукты, ресурсы и сервисы» (EdTech), которые следует понимать не как строгие научные термины, а как маркеры, фиксирующие новые явления образовательной реальности. С точки зрения цифровой дидактики, процесс активного развития EdTech представляет собой комплексный процесс встречной трансформации цифровых и педагогических технологий. «Цель трансформации образовательного процесса — создание гибкой и адаптивной образовательной системы, отвечающей запросам цифровой экономики, интересам всех участников образовательных отношений и обеспечивающей максимально полное использование дидактического потенциала цифровых технологий. Цель трансформации цифровых технологий — их адаптация для максимально эффективного решения поставленных педагогических задач». Таким образом, особенность цифрового образовательного процесса состоит в конвергенции или полной интеграции педагогических и цифровых технологий.
К цифророждённым педагогическим технологиям и методам обучения относятся: дистанционное обучение, смешанное обучение (в том числе «перевёрнутый класс», автономные группы и др.), гибридное обучение, мобильное обучение, микрообучение или «обучение в микродозах», сетевой (телекоммуникационный) учебный проект, онлайн-тестирование, мультимедийный урок, мультимедиа-сочинение, виртуальная экскурсия и др.
Принципы цифровой дидактики, как правило, преемственно развивают принципы и подходы традиционной (доцифровой) дидактики: центральная роль процесса учения (принцип воспитывающего и развивающего обучения); персонализация; целесообразность (целенаправленность); гибкость и адаптивность (индивидуальный подход в обучении); инклюзивность; успешность в обучении (прочность знаний); интерактивность — обучение в сотрудничестве и взаимодействии (сознательность и активность в обучении); практикоориентированность (связь обучения с жизнью); нарастание сложности (доступность, систематичность и последовательность); насыщенность образовательной среды; полимодальность и мультимедийность (наглядность), включённое оценивание.
Наиболее глубоко и системно разработана цифровая дидактика профессионального образования.
С 2021 г. издаётся электронный журнал «Цифровая дидактика».